# Tritih Wetan
Tritih Wetan is een bestuurslaag in het regentschap Cilacap van de provincie Midden-Java, Indonesië. Tritih Wetan telt 8843 inwoners (volkstelling 2010).